# Perpetuatio fori
Der Grundsatz der perpetuatio fori (lat. Fortbestehen des Gerichtsstands) bestimmt, dass ein einmal örtlich oder sachlich zuständiges Gericht zuständig bleibt, auch wenn sich später die zuständigkeitsbegründenden Tatsachen so ändern, dass jetzt ein anderes Gericht zuständig wäre. Maßgeblicher Zeitpunkt für die Frage der gerichtlichen Zuständigkeit ist die Rechtshängigkeit. Vor Eintritt der Rechtshängigkeit greift der Grundsatz der perpetuatio fori nicht. Sinn des Grundsatzes ist die Rationalisierung des Prozesses. Es soll vermieden werden, dass ein anderes Gericht sich aufgrund nachträglicher Änderungen erneut in den Fall einarbeiten muss und der Prozess verzögert wird.
Damit verbleibt es auch bei einer Zuständigkeit des bisher eingeschlagenen Rechtsweges, wenn sich die sachliche Zuständigkeit (z. B. Streitgegenstand ist im öffentlichen Recht statt im Zivilrecht zu finden) ändert. Auch eine gesetzliche Änderung hat dann keine Auswirkungen auf die Zuständigkeit des Gerichts.
Die perpetuatio fori entfällt, wenn sich durch eine Klageänderung der Streitgegenstand ändert. Die Zuständigkeit für die geänderte Klage ist dann neu zu beurteilen und kann zu einer Verweisung des Rechtsstreits führen.

## Regelung in verschiedenen Verfahrensarten
Im deutschen Prozessrecht gilt der Grundsatz der perpetuatio fori in sämtlichen Zweige der Gerichtsbarkeit. 
Für die ordentlichen Gerichte ist dies in § 17 Abs. 1 S. 1 GVG, § 261 Abs. 3 Nr. 2 ZPO geregelt. Vom Grundsatz der perpetuatio fori kann auf Antrag einer Partei abgewichen werden, wenn ein ursprünglich zuständiges Amtsgericht unzuständig wird (§ 506 Abs. 1 ZPO). Es hat dann ein Beschluss zu ergehen, der den Rechtsstreit an das zuständige Landgericht verweist. Diese Regelung ist notwendig, da sonst die Zuständigkeit das Landgerichts umgangen werden könnte, indem die eingangs erhobene Klage bewusst niedriger angesetzt und sodann durch eine spätere Klageänderung erweitert wird. 
Umstritten ist, ob der Grundsatz der perpetuatio fori auf Verfahren mit internationalem Bezug anwendbar ist. Die Anwendbarkeit wird weitgehend bejaht (so auch z. B. nach der EuGVVO).
Für Verfahren der freiwilligen Gerichtsbarkeit ist die Geltung des Grundsatzes gesetzlich bestimmt (§ 2 Abs. 2 FamFG).

### Verwaltungsverfahren
Bei Änderung der die örtliche Zuständigkeit begründenden Umstände kann die bisher zuständige Behörde ein Verwaltungsverfahren fortführen, wenn dies der einfachen und zweckmäßigen Durchführung des Verfahrens dient und die nunmehr zuständige Behörde zustimmt. Andernfalls muss sie das Verfahren an die nunmehr zuständige Behörde abgeben (§ 3 Abs. 3 VwVfG).